# Caleb Porter
Caleb Porter (Tacoma, 18 febbraio 1975) è un allenatore di calcio ed ex calciatore statunitense, di ruolo centrocampista, tecnico dei N.E. Revolution.

## Palmarès

### Allenatore

#### Competizioni nazionali
- Campionato MLS: 2

Portland Timbers: 2015
Columbus Crew: 2020

#### Competizioni internazionali
- Campeones Cup: 1

Columbus Crew: 2021